# Пискатауэй (язык)
Пискатауэй (Conoy, Piscataway) — мёртвый алгонкинский язык, на котором раньше говорил народ пискатауэй, который проживает в штате Мэриленд (доминирующее вождество на западном берегу Чесапикского залива) в США. Считался диалектом нантикокского языка. В настоящее время народ говорит на английском языке.